# Constanze Bieneck
Constanze Bieneck (* 2. Mai 1996) ist eine deutsche Volleyball- und Beachvolleyballspielerin.

## Karriere Hallenvolleyball
Bieneck wuchs im mittelhessischen Schweinsberg auf und begann ihre Karriere in der heimischen  Stiftsschule St. Johann sowie beim TV 05 Wetter, wo sie in der Regionalliga spielte. Später wechselte die Außenangreiferin zum BBSC Berlin. Hier spielte die Außenangreiferin mit der zweiten Mannschaft in der dritten Liga, kam aber auch sporadisch mit der ersten Mannschaft in der zweiten Bundesliga zum Einsatz. 2019/20 spielte Bieneck beim Ligakonkurrenten SG Rotation Prenzlauer Berg 2. 2020/21 war sie beim Regionalligisten Tuspo Weende aktiv. Von 2021 bis 2023 wurde sie in der 3. Liga West mit dem MTV 48 Hildesheim Meister und Vizemeister. Seit 2023 spielt Bieneck in der 3. Liga Süd beim SSC Bad Vilbel.

## Karriere Beachvolleyball
Als Beachvolleyballspielerin absolvierte Bieneck von 2009 bis 2014 diverse Nachwuchsturniere, unter anderem mit Franziska Lienaerts, Sarah Schneider (2011 deutsche U17-Meisterin), Lisa-Sophie Kotzan (2014 deutsche U19-Vizemeisterin) und Leonie Welsch (2014 Platz neun U19-Weltmeisterschaft in Porto). Mit Leonie Klinke wurde sie 2015 deutsche U20-Vizemeisterin. Im selben Jahr spielte sie mit Nadja Glenzke Turniere der deutschen Serie. 2016 bildete sie ein Duo mit Antonia Stautz. Im Sommer 2017 spielte sie aufgrund einer Verletzung von Stautz an der Seite von Anne Matthes. 2018 und 2019 bildete sie erneut mit Antonia Stautz ein Team auf der Techniker Beach Tour und erreichte 2019 bei der deutschen Meisterschaft in Timmendorfer Strand den neunten Platz.
Im Februar 2018 erreichte Bieneck zusammen mit Anna-Lena Vogt das Endspiel der Deutschen Snowvolleyball-Meisterschaft in Winterberg. Im März 2020 wurde Bieneck zusammen mit Lena und Sarah Overländer sowie  Charlotta Werscheck Deutsche Meisterin im Snowvolleyball in Oberstaufen.

## Privates
Constanze Bienecks Schwestern Felicitas und Victoria spielen auch Volleyball und Beachvolleyball.